# هانس یانا
هانس یانا (آلمانی: Hanns Jana؛ زادهٔ ۱۸ ژوئیهٔ ۱۹۵۲) شمشیرباز اهل آلمان است.
وی در مسابقات کشوری و بین‌المللی در مجموع برندهٔ ۱ مدال نقره شده‌است.